# Parti démocratique national du Tibet
Le Parti Démocratique National du Tibet (National Democratic Party of Tibet, NDPT) est le premier parti politique démocratique de l'histoire tibétaine. Il a été fondé le 4 septembre 1994 par le Congrès de la jeunesse tibétaine, la plus grande organisation non-gouvernementale tibétaine en exil.

## Histoire

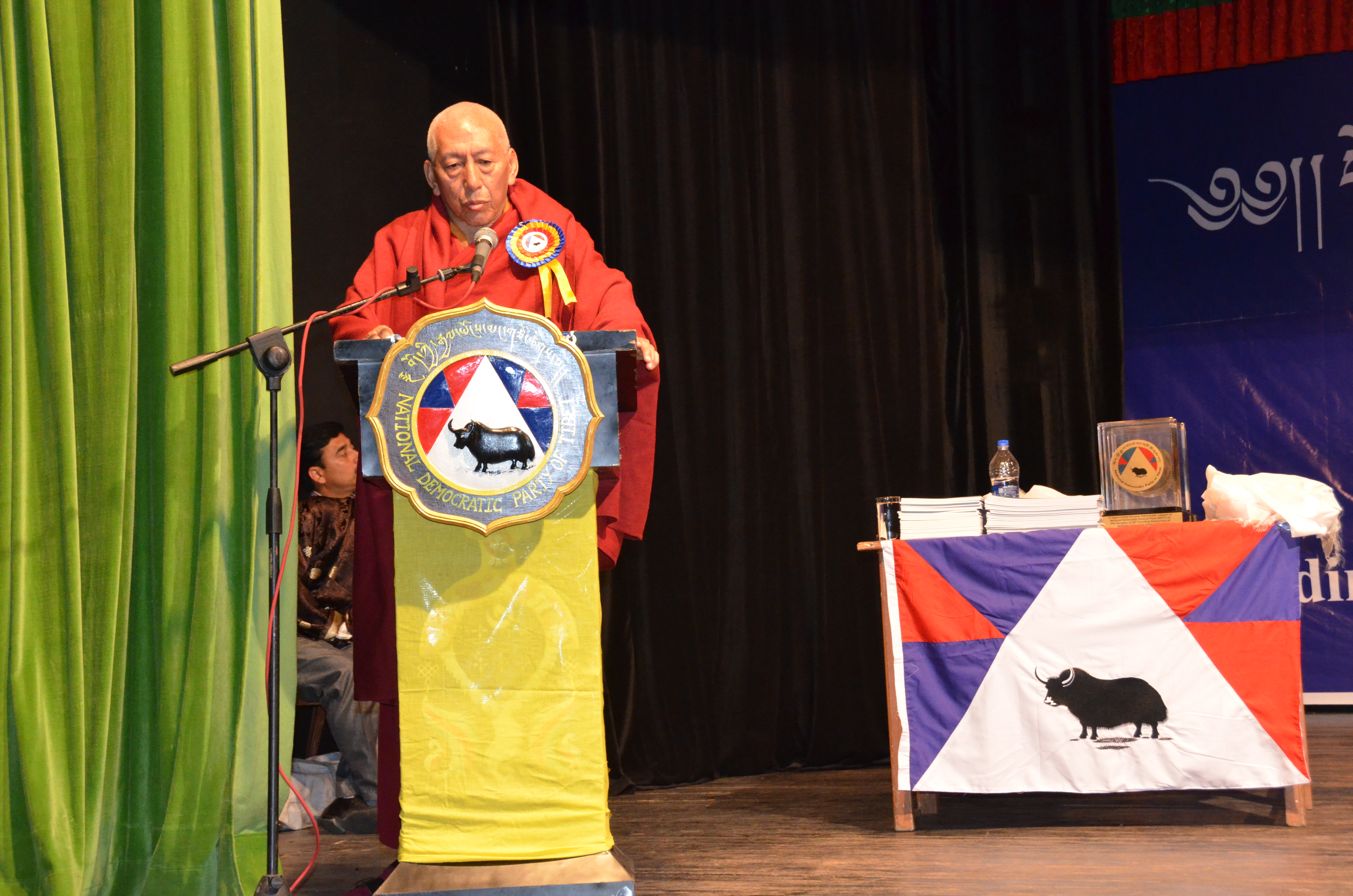
Samdhong Rinpoché prononce un discours en septembre 2014 lors du 20e anniversaire du NDPT.

L'idée de la fondation du parti a été conçue alors que le Dalaï Lama présidait une réunion du Comité du Congrès de la jeunesse tibétaine (TYC) en août 1990.  Il avait alors conseillé que ce dernier lance un parti politique. Une réunion spéciale de tous les anciens membres exécutifs du TYC a été convoquée pour obtenir des suggestions. Lors de la 8e assemblée générale du TYC en août 1992, une résolution a été votée en ce sens. Le TYC se donnait 4 ans.
Le parti démocratique national du Tibet (NDPT) est le premier parti politique démocratique de l'histoire du Tibet. Il a été fondé le 4 septembre 1994 par le TYC, la plus grande organisation non-gouvernementale tibétaine. Karma Yeshi fut un des fondateurs. Le NDPT a pour objectif de sauvegarder et renforcer le processus démocratique inauguré par le Dalaï Lama en 1960 et s'assurer que l'engagement démocratique des Tibétains demeure non seulement ferme et résolu, mais qu'avec les années, il se développe dans la sagesse, la tolérance et l'altruisme. Il vise également la restauration de l'indépendance tibétaine.

## Programme politique[1]
- Promouvoir les valeurs de liberté, de justice et de solidarité.
- Établir un ordre politique et social dans lequel les droits de tous sont respectés dans toutes les sphères de la vie.
- Interdire la discrimination en fonction de la classe, du sexe, de l'orientation sexuelle, de l'âge, de l'identité ethnique ou de la croyance.
- Redonner au peuple sa dignité et mettre fin à l'ignorance, à l'injustice et aux désastres écologiques.
- Défendre la démocratie.
- Favoriser la paix dans le monde.
- Prôner le droit à un emploi décent.
- Établir un état providence.

## Dirigeants du NDPT
- Karma Chophel (1994–1996) fut le premier président du NDPT.
- Kunga Tsering (1996–1997) lui succéda six mois à partir du 2 septembre 1996.
- Acharya Yeshi Phuntsok (1997–2000 et 2000–2004) assura la présidence par intérim jusqu'en 2004.
- Karma Chophel (2004–2006) lui succéda jusqu'au 20 septembre 2006.
- Chime Youngdung (2006–2012).
- Gelek Jamyang (2012-2016) est élu président le 28 mai 2012[4].
- Tseten Norbu (2016–2019; 2019–2021)

Entre 1996 et 2001, Lobsang Nyandak a été vice-président/secrétaire du NDPT.
Entre 2014 et 2015, Tenzin Phuntsok Doring est brièvement secrétaire général du NDPT.

## Adresse
- Central Executive Committee
- National Democratic Party of Tibet
- P.O. Mac Leod Ganj - 176219
- Himachal Pradesh – Inde

## Source et Liens externes
- Site officiel du NDPT